# Serge Blanco
Serge Blanco (* 31. August 1958 in Caracas, Venezuela) ist ein ehemaliger französischer Rugby-Union-Spieler, der auf der Position des Schlussmanns oder  Außendreiviertel  spielte. Mit seiner attraktiven und schnellen Spielweise prägte er den Stil der französischen Nationalmannschaft und ist bis heute einer der populärsten europäischen Spieler im Rugby. Auch nach seiner aktiven Laufbahn blieb er dem Sport durch sein Amt als Präsident des Verbandes Ligue nationale de rugby, der den Ligabetrieb in Blancos Heimatland organisiert, treu.

## Spielerkarriere
Blanco wurde zwar in Venezuela, der Heimat seines Vaters, geboren, wuchs jedoch in der französischen Stadt Biarritz auf. 1974 schloss er sich dem dort ansässigen Verein Biarritz Olympique an und blieb ihm bis zu seinem Karriereende treu. Ihm war es allerdings nicht vergönnt, einen nationalen Titel zu erringen. In seiner letzten Saison erreichte die Mannschaft zwar das Finale, unterlag jedoch dem RC Toulon mit 14:19.
1980 lief Blanco erstmals für die französische Nationalmannschaft auf, als man auf Südafrika traf. Er war auch sieben Jahre später im Kader als die Franzosen zur ersten Weltmeisterschaft eingeladen wurden. Im Halbfinale entschied Blanco das Spiel gegen Australien durch einen Versuch kurz vor Ende der Partie, die mit 30:24 an Frankreich ging. Im Finale unterlag man den Gastgebern aus Neuseeland. Das erfolgreiche Abschneiden der Mannschaft und die herausragenden Leistungen Blancos während des Turniers gehören zu den Highlights seiner Karriere.
Im Vorfeld der Weltmeisterschaft hatte Frankreich zweimal, 1981 und 1987, den Grand Slam bei den Five Nations gewonnen. Bei der WM 1991 war Blanco der Kapitän der Nationalmannschaft und führte sie bis ins Viertelfinale, in dem man gegen England ausschied. Dies war zugleich das letzte Länderspiel von Serge Blanco. In insgesamt 93 Spielen für Frankreich erzielte er 38 Versuche, so viel wie noch kein weiterer Franzose erreicht hat.
Blanco war vor allem für seine außergewöhnlichen Angriffe aus der eigenen Hälfte bekannt, die ihn berühmt machten und für ein attraktives Spiel der ganzen Mannschaft sorgten. Obwohl er Raucher war, gehörte er zu den schnellsten Spielern seiner Zeit. Der Neuseeländer Christian Cullen galt als einer der Wenigen, die auf ähnliche Weise spielen konnten. 1997 wurde Blanco in die International Rugby Hall of Fame aufgenommen.

## Funktionärskarriere
Nach seiner Laufbahn übernahm er das Amt des Präsidenten bei seinem Heimatverein Biarritz. Unter seiner Führung wurde der Verein 2002 und 2006 französischer Meister. Im Anschluss wurde er zum Präsidenten der Ligue nationale de rugby (LNR) ernannt, war aber weiterhin in administrativer Tätigkeit bei Biarritz angestellt. Im Juni 2008 gab er seinen Rücktritt als Präsident der LNR bekannt. Als Begründung gab er an, dass er mehr Zeit für seine Unternehmen und für neue Aufgaben brauche. Blanco besitzt drei Hotels und eine eigene Sportbekleidungsmarke.
Im März 2009 erlitt Blanco einen Herzinfarkt und musste sich einer Operation unterziehen. Ihm wurden Stents eingesetzt, um die Arterien vor einem erneuten Verschluss zu schützen.